# Pukaronjärvi
Pukaronjärvi eller Pukarajärvi är en sjö i Finland. Den ligger i kommunen Hattula i landskapet Egentliga Tavastland, i den södra delen av landet, 100 km nordväst om huvudstaden Helsingfors. Pukaronjärvi ligger 132,4 meter över havet. Den ligger vid sjön Sotkajärvi. I omgivningarna runt Pukaronjärvi växer i huvudsak barrskog. Arean är 85,2 hektar och strandlinjen är 7,26 kilometer lång. Sjön  ingår i Kumo älvs huvudavrinningsområde. 